# Giovanni Passannante

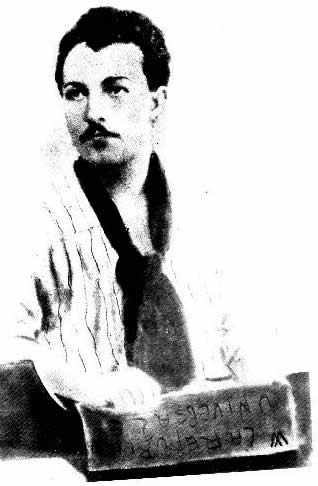
Giovanni Passannante

Giovanni Passannante (* 9. Februar 1849 in Salvia, heute Savoia di Lucania; † 4. Februar 1910 in Montelupo Fiorentino) war ein italienischer Koch und Anarchist.

## Leben
Giovanni Passannante wuchs als jüngstes von zehn Kindern auf, von denen vier früh starben. Er musste schon in der Kindheit seinen Eltern zur Hand gehen und arbeiten. So verzichtete er darauf, regelmäßig zur Schule zu gehen. Um besser Arbeit finden zu können, zog er mehrfach um und arbeitete schließlich als Koch in Potenza. Als Autodidakt begann er sich für politische Schriften, wie von Giuseppe Mazzini, und für die Bibel zu begeistern.
In der Nacht vom 15./16. Mai 1870 wurde er für das Verbreiten von revolutionären Proklamationen verhaftet und für zwei Monate eingesperrt.
1872 zog er nach Salerno, wo er einer sozialistischen Partei beitrat und sich weiterhin für anarchistische Ideen begeisterte, was auch durch seinen Umzug nach Neapel nicht nachließ.

## Anschlag auf den König

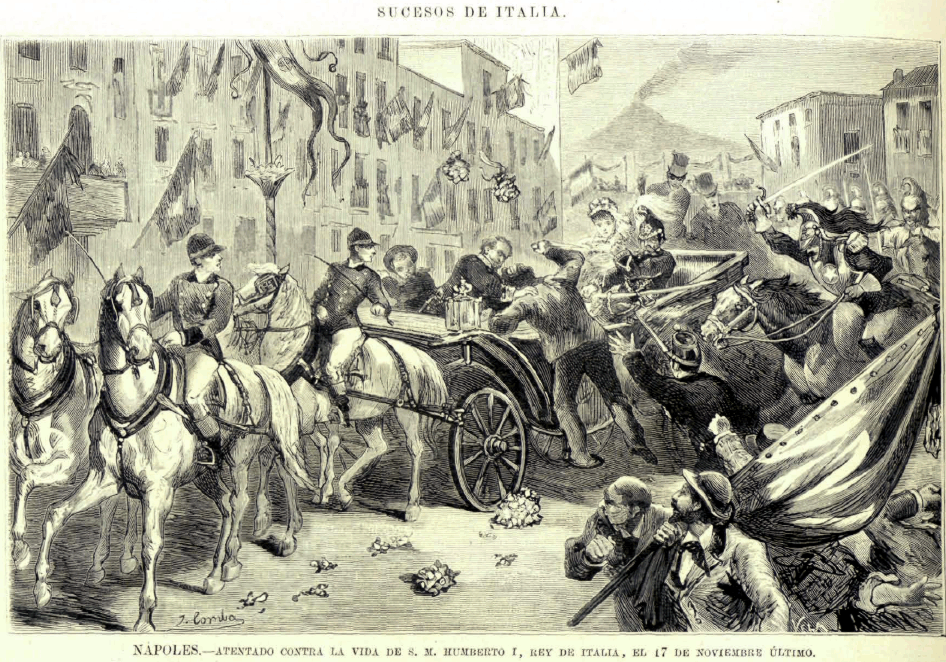
Das Attentat

Während einer Parade am 17. November 1878 in Neapel versuchte er den frisch gekürten italienischen König Umberto I. umzubringen. Im darauffolgenden Prozess wurde er zunächst zum Tode verurteilt. Dies war insofern ungewöhnlich, da dieses Urteil nur für den Fall des geglückten Mordes vorgesehen war.
Das Todesurteil wurde aufgrund starker Proteste der Bevölkerung in eine lebenslange Gefängnisstrafe umgewandelt. Er wurde, da er versucht hatte, den König zu töten, für verrückt erklärt und im Alter von 30 Jahren in einen Turm auf der Insel Elba gesperrt. Mit einer Körpergröße von 160 cm musste er in einer zwei Quadratmeter großen und 140 cm hohen Zelle unter unmenschlichen Bedingungen leben, die ihn dann tatsächlich in den Wahnsinn trieben.
Infolge seiner eintretenden Geisteskrankheit wurde Giovanni Passannante daraufhin in die Irrenanstalt Montelupo Fiorentino in der Villa Medici L’Ambrogiana gebracht, wo er 1910 starb.

## Nachwirkungen des Anschlags
Am Tag nach dem Anschlag begingen Monarchisten eine Prozession in Florenz, um das Überleben des Königs zu feiern. Bei einer von Anarchisten ausgelösten Bombenexplosion in der Menge starben zwei Menschen, zehn weitere wurden verletzt. In einigen weiteren Städten gab es Demonstrationen sowohl der Königstreuen als auch ihrer Gegner. Zahlreiche herausragende Anarchisten wurden in den Folgetagen festgenommen.
Ebenfalls wurde die ganze Familie Passannante verhaftet und für degeneriert erklärt.
Ein paar Tage nach dem versuchten Königsmord war die Verurteilung des Anschlags im Parlament einstimmig, die Regierung von Benedetto Cairoli wurde jedoch von rechts und einem Teil der Linken angegriffen, weil sie nicht in der Lage war, die öffentliche Ordnung zu schützen. Am 11. Dezember 1878 verlor Cairoli einen Misstrauensantrag und musste zurücktreten.
Um die aufgewühlte Lage zu beruhigen, wurde in einigen Städten und Dörfern die Armenspeisung wieder eingeführt.
Der Bürgermeister von Salvia, dem Geburtsort des Attentäters, entschuldigte sich offiziell beim König. Aufgrund eines königlichen Dekrets wurde der Ort am 3. Juli 1879 von Salvia (auf Deutsch Salbei, der Ort wurde so benannt, da hier außerordentlich viel Salbei wächst) in Savoia di Lucania (nach Savoyen, den Familiennamen des Königs) umbenannt.

## Nach seinem Tod
Nach dem Tod von Passannante wurde sein Kopf abgetrennt und Kriminologen zur Verfügung gestellt. 1936 wurde dieser dann ins Kriminalmuseum nach Rom gebracht und dort zur Schau gestellt.
Für den 11. Mai 2007 war die Übergabe von Schädel und Gehirn an die Gemeinde Savoia di Lucania geplant gewesen. Die Beisetzung dort wurde jedoch einen Tag vorgezogen. Dieser Schritt wurde von offizieller Stelle mit der Wahrung der öffentlichen Ordnung begründet, da sich für die Beerdigung kommunistische Aktivisten angekündigt hatten. Am 7. Januar 2012 wurde das Grab von Unbekannten beschädigt.
2011 entstand unter der Regie von Sergio Colabona der Film Passannante, in dem Fabio Troiano die Rolle des Anarchisten übernahm.